# Pygmaeocereus bylesianus
Pygmaeocereus bylesianus ist eine Pflanzenart in der Gattung Pygmaeocereus aus der Familie der Kakteengewächse (Cactaceae). Das Artepitheton bylesianus ehrt den britischen Kakteensammler Ronald S. Byles.

## Beschreibung
Pygmaeocereus bylesianus wächst mit kugelförmigen bis kurz zylindrischen dunkelgrünen Trieben von bis 8 Zentimeter Länge und 2 Zentimeter Durchmesser. Die Triebe verzweigen an der Basis und bilden kleine Polster. Es ist eine fleischige Pfahlwurzel vorhanden. Die 12 bis 14 Rippen sind anfangs gekerbt und später in deutliche Höcker gegliedert. Die 10 bis 15 ausstrahlenden dunklen Dornen vergrauen im Alter. Sie sind 3 bis 7 Millimeter lang und in der Regel nicht in Mittel- und Randdornen unterscheidbar. Gelegentlich werden 1 bis 2 bis 2 Zentimeter lange Mitteldornen ausgebildet.
Die breit trichterförmigen, weißen Blüten sind 6 Zentimeter lang. Sie haben eine sehr schlanke und lange Blütenröhre. Die kugelförmigen Früchte sind rot und etwa 15 Millimeter groß. Sie sind dickwandig und reißen der Länge nach auf oder trocknen ein.

## Verbreitung, Systematik und Gefährdung
Pygmaeocereus bylesianus ist in der peruanischen Region Arequipa in Höhenlagen von 50 bis 1000 Metern verbreitet.
Die Erstbeschreibung erfolgte 1957 durch Wilhelm Andreae und Curt Backeberg. Nomenklatorische Synonyme sind Arthrocereus bylesianus (Andreae & Backeb.) Buxb. (1969), Haageocereus bylesianus (Andreae & Backeb.) Lodé (2013) und Echinopsis bylesiana (Andreae & Backeb.) Mayta (2015). Taxonomische Synonyme sind unter anderem Pygmaeocereus rowleyanus Backeb. (1962), Arthrocereus rowleyanus (Backeb.) Buxb. (1969), Pygmaeocereus familiaris F.Ritter (1981), Haageocereus familiaris (F.Ritter) Lodé (2013) und Echinopsis familiaris (F.Ritter) Mayta & Molinari (2015).
In der Roten Liste gefährdeter Arten der IUCN wird die Art als „Critically Endangered (CR)“, d. h. als vom Aussterben bedroht geführt.

## Nachweise